# Bolzaneto

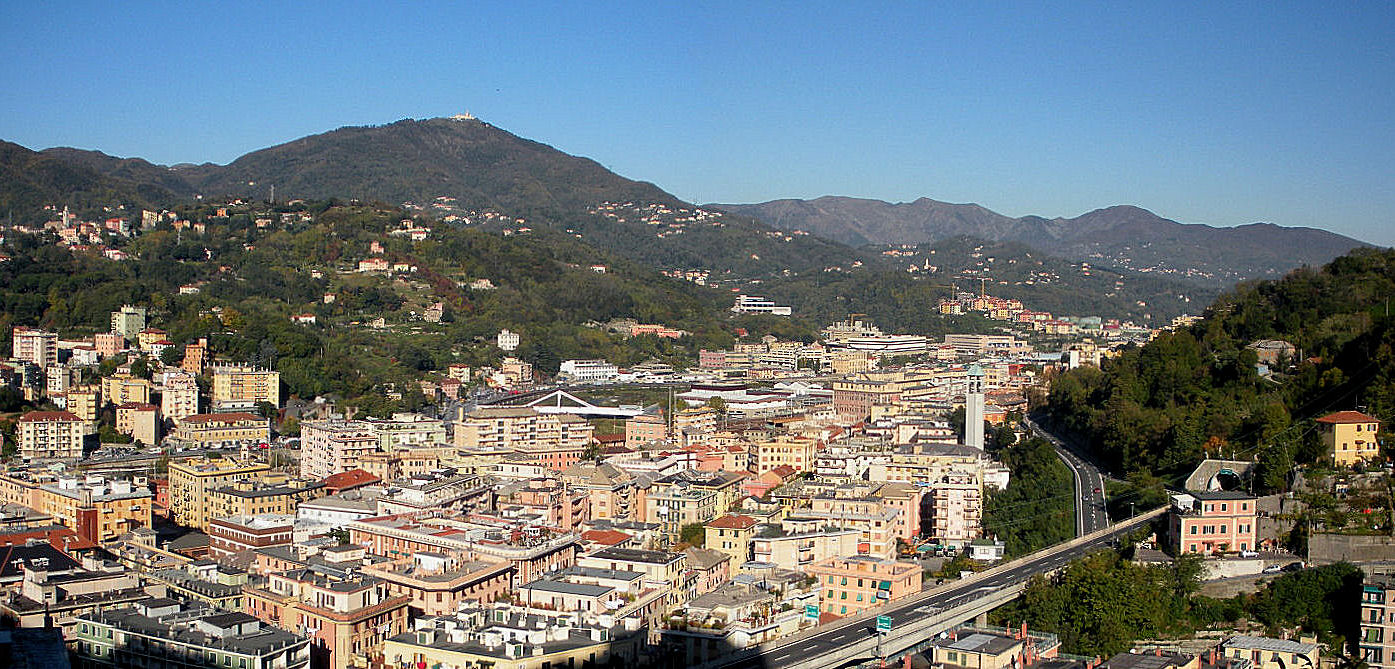
Blick auf Bolzaneto

Bolzaneto (Im Ligurischen: Borsanæo o Bösanæo ['bo:sa:neo]) ist ein Stadtviertel der norditalienischen Hafenstadt Genua. Das im Val Polcevera angesiedelte Viertel wird im Norden vom Stadtteil Pontedecimo und im Süden von dem Stadtteil Rivarolo begrenzt. Benachbarte autonome Gemeinden sind im Norden Ceranesi, im Nordwesten Serra Riccò und im Nordosten Sant’Olcese.
Das Gemeindegebiet grenzt im Westen, entlang eines Bergkamms, an das Stadtviertel Sestri Ponente. Es bestehen jedoch keine direkten Verbindungswege zwischen den beiden Stadtteilen. Zusammen mit Rivarolo und Pontedecimo bildet Bolzaneto das Munizip V Valpolcevera. Das Viertel selbst besteht aus den Einheiten Bolzaneto und Morego und hat zusammengenommen 15.334 Einwohner.